# Nancy
Nancy là tỉnh lỵ của tỉnh Meurthe-et-Moselle, thuộc vùng Grand Est của nước Pháp, có dân số là 105.830 người (thời điểm 2002).

## Khí hậu
Nancy có khí hậu đại dương (phân loại khí hậu Köppen Cfb), khắc nghiệt hơn một chút so với hầu hết các thành phố lớn của Pháp.
| Dữ liệu khí hậu của Nancy-Tomblaine (Les Ensanges) | Dữ liệu khí hậu của Nancy-Tomblaine (Les Ensanges) | Dữ liệu khí hậu của Nancy-Tomblaine (Les Ensanges) | Dữ liệu khí hậu của Nancy-Tomblaine (Les Ensanges) | Dữ liệu khí hậu của Nancy-Tomblaine (Les Ensanges) | Dữ liệu khí hậu của Nancy-Tomblaine (Les Ensanges) | Dữ liệu khí hậu của Nancy-Tomblaine (Les Ensanges) | Dữ liệu khí hậu của Nancy-Tomblaine (Les Ensanges) | Dữ liệu khí hậu của Nancy-Tomblaine (Les Ensanges) | Dữ liệu khí hậu của Nancy-Tomblaine (Les Ensanges) | Dữ liệu khí hậu của Nancy-Tomblaine (Les Ensanges) | Dữ liệu khí hậu của Nancy-Tomblaine (Les Ensanges) | Dữ liệu khí hậu của Nancy-Tomblaine (Les Ensanges) | Dữ liệu khí hậu của Nancy-Tomblaine (Les Ensanges) |
| Tháng                                              | 1                                                  | 2                                                  | 3                                                  | 4                                                  | 5                                                  | 6                                                  | 7                                                  | 8                                                  | 9                                                  | 10                                                 | 11                                                 | 12                                                 | Năm                                                |
| -------------------------------------------------- | -------------------------------------------------- | -------------------------------------------------- | -------------------------------------------------- | -------------------------------------------------- | -------------------------------------------------- | -------------------------------------------------- | -------------------------------------------------- | -------------------------------------------------- | -------------------------------------------------- | -------------------------------------------------- | -------------------------------------------------- | -------------------------------------------------- | -------------------------------------------------- |
| Cao kỉ lục °C (°F)                                 | 16.8 (62.2)                                        | 20.0 (68.0)                                        | 24.3 (75.7)                                        | 29.3 (84.7)                                        | 32.5 (90.5)                                        | 36.1 (97.0)                                        | 40.1 (104.2)                                       | 39.3 (102.7)                                       | 33.7 (92.7)                                        | 27.2 (81.0)                                        | 22.1 (71.8)                                        | 18.5 (65.3)                                        | 40.1 (104.2)                                       |
| Trung bình ngày tối đa °C (°F)                     | 4.6 (40.3)                                         | 6.4 (43.5)                                         | 10.9 (51.6)                                        | 14.8 (58.6)                                        | 19.2 (66.6)                                        | 22.6 (72.7)                                        | 25.1 (77.2)                                        | 24.7 (76.5)                                        | 20.3 (68.5)                                        | 15.1 (59.2)                                        | 8.9 (48.0)                                         | 5.4 (41.7)                                         | 14.9 (58.8)                                        |
| Tối thiểu trung bình ngày °C (°F)                  | −0.8 (30.6)                                        | −0.7 (30.7)                                        | 2.0 (35.6)                                         | 4.1 (39.4)                                         | 8.4 (47.1)                                         | 11.7 (53.1)                                        | 13.7 (56.7)                                        | 13.2 (55.8)                                        | 10.1 (50.2)                                        | 6.8 (44.2)                                         | 2.8 (37.0)                                         | 0.4 (32.7)                                         | 6.0 (42.8)                                         |
| Thấp kỉ lục °C (°F)                                | −21.6 (−6.9)                                       | −26.8 (−16.2)                                      | −15.9 (3.4)                                        | −6.8 (19.8)                                        | −4.2 (24.4)                                        | 1.6 (34.9)                                         | 2.0 (35.6)                                         | 2.8 (37.0)                                         | −1.3 (29.7)                                        | −7.9 (17.8)                                        | −12.7 (9.1)                                        | −21.3 (−6.3)                                       | −26.8 (−16.2)                                      |
| Lượng Giáng thủy trung bình mm (inches)            | 65.4 (2.57)                                        | 55.3 (2.18)                                        | 59.5 (2.34)                                        | 49.3 (1.94)                                        | 67.6 (2.66)                                        | 69.2 (2.72)                                        | 62.4 (2.46)                                        | 63.0 (2.48)                                        | 64.7 (2.55)                                        | 73.8 (2.91)                                        | 65.9 (2.59)                                        | 79.0 (3.11)                                        | 775.1 (30.52)                                      |
| Số ngày giáng thủy trung bình                      | 11.2                                               | 9.5                                                | 10.6                                               | 9.3                                                | 11.0                                               | 9.9                                                | 9.6                                                | 9.2                                                | 9.2                                                | 11.4                                               | 11.6                                               | 11.8                                               | 124.3                                              |
| Số giờ nắng trung bình tháng                       | 55.9                                               | 79.7                                               | 129.1                                              | 173.9                                              | 199.1                                              | 220.9                                              | 229.1                                              | 213.7                                              | 162.8                                              | 104.8                                              | 51.7                                               | 44.3                                               | 1.664,9                                            |
| Nguồn: Météo France                                |                                                    |                                                    |                                                    |                                                    |                                                    |                                                    |                                                    |                                                    |                                                    |                                                    |                                                    |                                                    |                                                    |

## Các thành phố kết nghĩa
- Từ 1954 với Newcastle-upon-Tyne, Liên hiệp Anh
- Từ 1954 với Lüttich, Bỉ
- Từ 1955 với Karlsruhe, Đức
- Từ 1964 với Padua, Ý
- Từ 1973 với Kanazawa, Nhật Bản
- Từ 1984 với Kirjat Schmona, Israel
- Từ 1988 với Lublin, Ba Lan
- Từ 1991 với Cincinnati trong Ohio, Hoa Kỳ

## Những người con của thành phố
- Lambert-Sigisbert Adam (1700-1759), nhà điêu khắc
- Henri Cartan (sinh năm 1904) nhà toán học
- Étienne-François de Choiseul (1719-1785), chính khách
- Gaspard Gustave de Coriolis (1792-1843), nhà toán học và vật lý học
- Bruno Delbonnel (sinh năm 1957), quay phim
- Matthieu Delpierre, (sinh năm 1981), vận động viên bóng đá
- Antoine Drouot (1774-1847), tướng của Napoléon
- Lucien Febvre (1878-1956), sử gia
- Franz I. Stephan (1708-1756), hoàng đế của Thánh Chế La Mã Dân tộc Đức
- Edmond de Goncourt (1822-1896), tác giả, nhà phê bình, nhà xuất bản, người sáng lập Académie Goncourt
- Jean-Baptiste Isabey (1767-1855), họa sĩ
- François Jacob (1920-2013), nhà y học,
- Méry Laurent (1849-1900), nghệ nhân
- Hubert Lyautey (1854-1934), thống chế Pháp
- Henri Poincaré (1854-1912), nhà toán học
- Pierre Raffin (sinh 1938), giám mục của Metz
- Pierre Schaeffer (1910-1995), nhà phát minh musique concrète
- Jean-Louis Schlesser (sinh 1948), vận động viên đua ô tô
- Emile Gallé (1846 - 1904), nghệ nhân